# Poisson-Gleichung
Die Poisson-Gleichung, benannt nach dem französischen Mathematiker und Physiker Siméon Denis Poisson, ist eine elliptische partielle Differentialgleichung zweiter Ordnung, die als Teil von Randwertproblemen in weiten Teilen der Physik Anwendung findet.

## Mathematische Formulierung
Die Poisson-Gleichung lautet allgemein
{\displaystyle -\Delta u=f}
Dabei bezeichnet
- {\displaystyle \Delta } den Laplace-Operator
- {\displaystyle u} die gesuchte Lösung
- {\displaystyle f} eine Funktion. Ist {\displaystyle f\equiv 0}, so wird die Gleichung zur Laplace-Gleichung.

Um die Poisson-Gleichung zu lösen, müssen noch weitere Informationen gegeben sein, z. B. in Form einer Dirichlet-Randbedingung:
{\displaystyle {\begin{cases}-\Delta u&=f&{\text{in}}&\Omega \\\quad u&=g&{\text{auf}}&\partial \Omega \end{cases}}}
mit {\displaystyle \Omega \subset \mathbb {R} ^{n}} offen und beschränkt.
In diesem Fall konstruiert man eine Lösung mithilfe der Fundamentallösung {\displaystyle \Phi } der Laplace-Gleichung:
{\displaystyle \Phi (x):={\begin{cases}-{\dfrac {1}{2\pi }}\ln |x|&n=2\\{\dfrac {1}{(n-2)\omega _{n}}}\cdot {\dfrac {1}{|x|^{n-2}}}&n\geq 3\end{cases}}}
Dabei bezeichnet {\displaystyle \omega _{n}={\tfrac {2\pi ^{\frac {n}{2}}}{\Gamma ({\frac {n}{2}})}}} den Flächeninhalt der Einheitssphäre im {\displaystyle n}-dimensionalen euklidischen Raum.
Durch die Faltung {\displaystyle (\Phi *f)} erhält man eine Lösung der Poisson-Gleichung.
Um auch die Randwertbedingung zu erfüllen, kann man die greensche Funktion verwenden
{\displaystyle G(x,y):=\Phi (y-x)-\phi ^{x}(y)}
{\displaystyle \phi ^{x}} ist dabei eine Korrekturfunktion, die
{\displaystyle {\begin{cases}\Delta \phi ^{x}=0&{\text{in}}\ \Omega \\\phi ^{x}=\Phi (y-x)&{\text{auf}}\ \partial \Omega \end{cases}}}
erfüllt. Sie ist im Allgemeinen von {\displaystyle \Omega } abhängig und nur für einfache Gebiete leicht zu finden.
Kennt man {\displaystyle G(x,y)}, so ist eine Lösung des Randwertproblems von oben gegeben durch
{\displaystyle u(x)=-\int _{\partial \Omega }g(y){\frac {\partial G(x,y)}{\partial n}}\mathrm {d} \sigma (y)+\int _{\Omega }f(y)G(x,y)\mathrm {d} y}
wobei {\displaystyle \sigma } das Oberflächenmaß auf {\displaystyle \partial \Omega } bezeichne.
Die Lösung kann man auch mithilfe des Perron-Verfahrens oder mittels Variationsrechnung finden.

## Anwendungen in der Physik
Der Poisson-Gleichung {\displaystyle \Delta \Phi (\mathbf {r} )=f(\mathbf {r} )} genügen beispielsweise das elektrostatische Potential und das Gravitationspotential, jeweils mit Formelzeichen {\displaystyle \Phi }. Dabei ist die Funktion {\displaystyle f} proportional zur elektrischen Ladungsdichte bzw. zur Massendichte {\displaystyle \rho (\mathbf {r} ).}
Ist {\displaystyle f(\mathbf {r} )} überall bekannt, so ist die allgemeine Lösung der Poisson-Gleichung, die für große Abstände gegen Null geht, das Integral
{\displaystyle \Phi (\mathbf {r} )=-{\frac {1}{4\,\pi }}\int \mathrm {d} ^{3}r'\,{\frac {f(\mathbf {r} ')}{|\mathbf {r} -\mathbf {r} '|}}}.
In Worten: jede Ladung {\displaystyle \mathrm {d} ^{3}r'\,f(\mathbf {r} ')} am Ort {\displaystyle \mathbf {r} '} im
kleinen Gebiet der Größe {\displaystyle \mathrm {d} ^{3}r'} trägt additiv bei zum Potential {\displaystyle \Phi } am Ort {\displaystyle \mathbf {r} } mit ihrem elektrostatischen oder Gravitationspotential:
{\displaystyle -{\frac {\mathrm {d} ^{3}r'\,f(\mathbf {r} ')}{4\,\pi \,|\mathbf {r} -\mathbf {r} '|}}}

### Elektrostatik
Da das elektrostatische Feld ein konservatives Feld ist, kann es über den Gradienten {\displaystyle {\vec {\nabla }}\Phi } eines Potentials {\displaystyle \Phi (\mathbf {r} )} ausgedrückt werden:
{\displaystyle \mathbf {E} (\mathbf {r} )=-{\vec {\nabla }}\Phi (\mathbf {r} ).}
Mit Anwendung der Divergenz ergibt sich
{\displaystyle {\vec {\nabla }}\cdot \mathbf {E} (\mathbf {r} )=-\Delta \Phi (\mathbf {r} )}
mit dem Laplace-Operator {\displaystyle \Delta }.
Gemäß der ersten Maxwellgleichung gilt jedoch auch
{\displaystyle {\vec {\nabla }}\cdot \mathbf {E} (\mathbf {r} )={\frac {\rho (\mathbf {r} )}{\varepsilon }}}
mit
- der Ladungsdichte {\displaystyle \rho (\mathbf {r} )}
- der Permittivität {\displaystyle \varepsilon =\varepsilon _{\mathrm {r} }\cdot \varepsilon _{0}}.

Damit folgt für die Poisson-Gleichung des elektrischen Feldes
{\displaystyle \Delta \Phi (\mathbf {r} )=-{\frac {\rho (\mathbf {r} )}{\varepsilon }}}
Der Spezialfall {\displaystyle \rho (\mathbf {r} )=0} für jeden Ort im betrachteten Gebiet wird als Laplace-Gleichung der Elektrostatik bezeichnet.

### Elektrodynamik stationärer Ströme
Als Beispiel wird hier der Emitter einer Silizium-Solarzelle betrachtet, der in guter Näherung als rein zweidimensional beschrieben werden kann. Der Emitter befinde sich in der x-y-Ebene, die z-Achse zeige in die Basis hinein. Die laterale Flächenstromdichte {\displaystyle \mathbf {j} (x,y)} im Emitter hängt von der am Emitter auftretenden z-Komponente der (Volumen-)Stromdichte {\displaystyle J_{z}(x,y,z=0)} der Basis ab, was durch die Kontinuitätsgleichung in der Form
{\displaystyle {\vec {\nabla }}_{2}\cdot \mathbf {j} (x,y)=-J_{z}(x,y,z=0)}
beschrieben werden kann (mit dem zweidimensionalen Nabla-Operator {\displaystyle {\vec {\nabla }}_{2}}). Die Flächenstromdichte hängt über das lokale ohmsche Gesetz mit dem lateralen elektrischen Feld im Emitter zusammen: {\displaystyle \mathbf {j} (x,y)=R_{\Box }^{-1}\mathbf {E} (x,y)}; hier ist {\displaystyle R_{\Box }} der als homogen angenommene spezifische Flächenwiderstand des Emitters. Schreibt man (wie im Abschnitt zur Elektrostatik diskutiert) das elektrische Feld als Gradient des elektrischen Potentials, {\displaystyle \mathbf {E} (x,y)=-{\vec {\nabla }}_{2}\Phi (x,y)}, so erhält man für die Potentialverteilung im Emitter eine Poisson-Gleichung in der Form
{\displaystyle \Delta _{2}\Phi (x,y)=R_{\Box }J_{z}(x,y,z=0).}

### Gravitation
Ebenso wie das elektrostatische Feld
{\displaystyle \mathbf {E} (\mathbf {r} )={\frac {1}{4\pi \varepsilon }}\int \rho _{\mathrm {el} }\left(\mathbf {r} '\right){\frac {\mathbf {r} -\mathbf {r} '}{\left|\mathbf {r} -\mathbf {r} '\right|^{3}}}\;dx'\,dy'\,dz'=-{\vec {\nabla }}\Phi _{\mathrm {el} }(\mathbf {r} )},
ist auch das Gravitationsfeld g ein konservatives Feld:
{\displaystyle \mathbf {g} (\mathbf {r} )=-G\int \rho _{\mathrm {m} }\left(\mathbf {r} '\right){\frac {\mathbf {r} -\mathbf {r} '}{\left|\mathbf {r} -\mathbf {r} '\right|^{3}}}\;dx'\,dy'\,dz'=-{\vec {\nabla }}\Phi _{\mathrm {m} }(\mathbf {r} )}.
Dabei ist
- G die Gravitationskonstante
- {\displaystyle \rho _{\mathrm {m} }(\mathbf {r} ')} die Massendichte.

Da nur die Ladungen durch Massen und {\displaystyle {\frac {1}{4\pi \varepsilon }}} durch {\displaystyle -G} ersetzt werden, gilt analog zur ersten Maxwellgleichung
{\displaystyle {\vec {\nabla }}\cdot \mathbf {g} =-4\pi G\rho _{\mathrm {m} }(\mathbf {r} )}.
Damit ergibt sich die Poisson-Gleichung der Gravitation zu
{\displaystyle {\vec {\nabla }}\cdot \mathbf {g} =-{\vec {\nabla }}\cdot ({\vec {\nabla }}\Phi _{\mathrm {m} }(\mathbf {r} ))=-4\pi G\rho _{\mathrm {m} }(\mathbf {r} )\Leftrightarrow }
{\displaystyle \Delta \Phi _{\mathrm {m} }(\mathbf {r} )=4\pi G\rho _{\mathrm {m} }(\mathbf {r} )}.